# هاربربیچ (میشیگان)
هاربربیچ، میشیگان (به انگلیسی: Harbor Beach, Michigan) یک شهر در ایالات متحده آمریکا با جمعیت ۱٬۷۰۳ نفر است که در میشیگان واقع شده‌است.

## موقعیت جغرافیایی
موقعیت جغرافیایی شهرها و مناطق اطراف به شرح زیر است: